# Rocca la Meia
De Rocca la Meia is een 2831 meter hoge berg in de Cottische Alpen. De berg ligt in de noordwestelijke Italiaanse regio Piëmont (provincie Cuneo). Het is de hoogste top van de bergketen die de scheiding vormt tussen de dalen Valle Maira en Valle Stura di Demonte.
Ten zuiden van de berg liggen de hoogvlakte Altopiano della Bandia en de bergpas Colle della Bandia. Hier staat een aantal vervallen militaire bouwwerken. Het gebied is vanwege de ligging nabij de Franse grens van groot strategisch belang. Om deze reden is er rondom de berg in de negentiende eeuw een uitgebreid militair wegennet aangelegd. In de jaren negentig is een deel hiervan geasfalteerd en vrijgegeven voor personenvervoer.
De top van de Rocca della Meia is vanaf de Colle di Valcavera in ongeveer twee uur te bereiken. De eerste gedocumenteerde beklimming van de berg dateert uit 1895. Op 17 september van dat jaar bereikte Giovanni Bobba met twee berggidsen de top. De dichtstbijzijnde berghut is het Rifugio della Gardetta dat ten westen van de Rocca la Meia op 2335 meter hoogte ligt.